# Prison
Prison (englisch für Gefängnis) ist ein englischsprachiger Popsong, der von der moldauischen Sängerin Natalia Gordienko interpretiert wurde. Geschrieben wurde er von Sharon Vaughn und komponiert von Filipp Kirkorow und Dimitris Kontopoulos. Der Titel wäre der moldauische Beitrag beim Eurovision Song Contest 2020 in Rotterdam gewesen.

## Hintergrund und Produktion
Sharon Vaughn schrieb den Text. Dimitris Kontopoulos produzierte und arrangierte den Titel. Kirkorow, welcher bereits vorher als Interpret und Komponist am Wettbewerb teilnahm, komponierte ihn zusammen mit Kontopoulos. Die Abmischung des Songs erfolgte durch Andrei Konoplew. Für das Mastering war Alex Davia zuständig und die Aufnahmen entstanden unter Aris Binis.
Laut Gordienko geschahen die Arbeiten am Titel auf freundschaftlicher Basis und seien ohne finanzielle Gegenleistungen ausgekommen.
Gordienko gewann am 29. Februar 2020 die Show Finala Națională Eurovision 2020 mit der Höchstpunktzahl vor dem Zweitplatzierten Pasha Parfeny. Die Telefonabstimmung gewann sie mit deutlichem Vorsprung. Gordienko wurde von Sängern aus Schweden auf der Bühne begleitet. Die Choreografie wurde von Fokas Evangelinos entwickelt.

## Musik und Text
Laut Aussagen des Produktionsteams handele der Song inhaltlich von den starken Emotionen in einer Beziehung. Der titelgebende Ausdruck Prison (deutsch Gefängnis) wird als Metapher dafür benutzt, wie die Emotionen die Person „gefangen nehmen“. Der Song ist aus zwei Strophen aufgebaut, die jeweils von einem Pre-Chorus und einem Chorus getrennt sind. Der zweite Pre-Chorus ist kürzer als der erste. Vor der letzten Wiederholung des Refrains wird die Bridge gesungen.
Prison ist im für Popsongs ungewöhnlichen 12⁄8-Takt notiert. Der Song ist weiterhin durch die Vermischung traditioneller Instrumente sowie dem Elektrobeat und Synthesizern geprägt.

## Beim Eurovision Song Contest
Moldawien hätte im zweiten Halbfinale des Eurovision Song Contest 2020 mit diesem Lied auftreten sollen. Aufgrund der fortschreitenden COVID-19-Pandemie wurde der Wettbewerb jedoch abgesagt.

## Rezeption
Wiwibloggs bezeichnete Prison als eine der ungewöhnlichsten Balladen des Jahres. Auch wurde der letzte Teil gelobt, in dem die Bridge in den Refrain übergeht. Andererseits wurde die englische Aussprache der Interpretin bemängelt. Zu einer ähnlichen Ansicht kam auch der deutsche Blog ESC Kompakt. Dort kam der Titel jedoch insgesamt sehr schlecht an. So wurde er u. a. als das „schlimmste Machwerk des aktuellen ESC-Jahrgangs“ bezeichnet. Der Song versuche, durch die dunkle Instrumentierung interessanter zu wirken, was man jedoch „gefühlt schon x-mal gehört“ habe. Laut Eurovisionary hätte Prison in den frühen 2000er-Jahren besser funktioniert.

## Veröffentlichung
Der Song wurde Ende Januar 2020 mitsamt einem Musikvideo veröffentlicht.